# Sister Wives : l'histoire d'une famille polygame

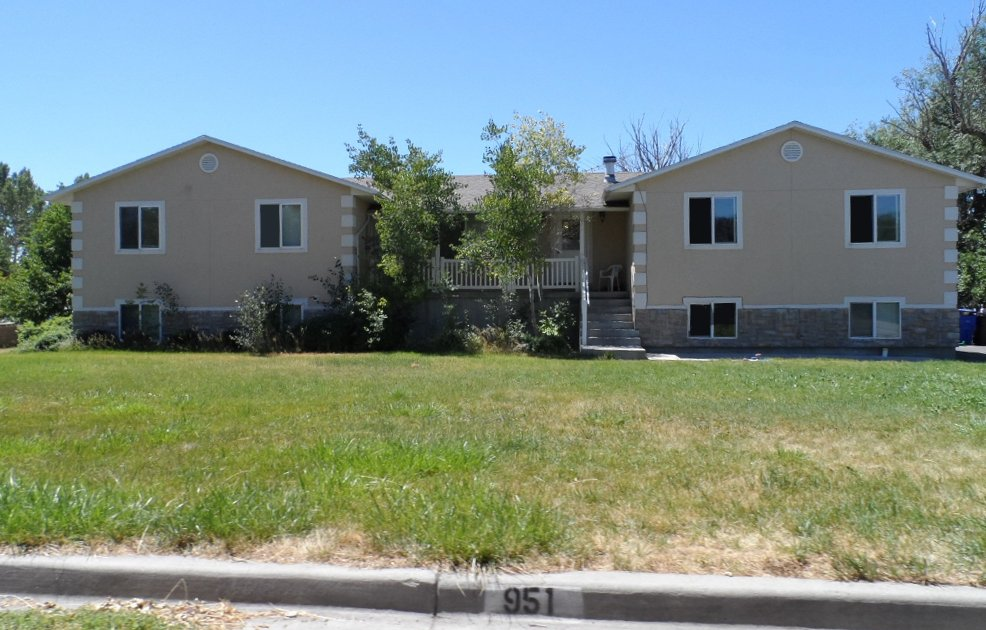
La maison des Brown à Lehi, dans l'Utah. Le patriarche Kody Brown a quatre femmes et 17 enfants depuis 2010. Il a participé à l'émission Sister Wives sur la chaîne de télévision TLC. La série décrit le mode de vie d'une famille polygame ; Kody Brown n'est légalement marié qu'à une seule femme.

Sister Wives : l'histoire d'une famille polygame est une émission de téléréalité américaine diffusée depuis 2010 sur la chaîne de télévision TLC. Elle comporte trois saisons. 

## Concept
L'émission suit la vie quotidienne de la famille Brown, une famille américaine à plusieurs reprises médiatisée dans les médias américains, celle-ci ayant la particularité d'être ouvertement polygame. La famille, vivant à l'origine dans la ville de Lehi, dans l'Utah, est composée du père, de ses quatre femmes et de seize enfants. 

## Audiences
La première saison de l'émission, diffusée du 26 septembre au 17 octobre 2010, a enregistré d'importants scores d'audience selon l'institut de mesure d'audience américain Nielsen Media Research, et constitue l'un des programmes les plus regardés de la chaîne TLC. L'émission a été renouvelée pour une seconde saison, diffusée à partir de mars 2011, puis une troisième saison diffusée depuis mai 2012. 

## Diffusion
En France, l'émission est diffusée sous le titre Sister Wives : l'histoire d'une famille polygame depuis le 27 février 2013 sur Téva.